# Frantic (filme)
Frantic (Brasil: Busca Frenética / Portugal: Frenético) é um filme de suspense e mistério neo-noir estadunidense e francês de 1988, dirigido por Roman Polanski e estrelado por Harrison Ford e Emmanuelle Seigner. A trilha sonora é de Ennio Morricone.

## Sinopse
O Dr. Richard Walker (Harrison Ford) é um cirurgião que visita Paris com sua esposa Sondra (Betty Buckley) para uma conferência médica. No hotel, ela é incapaz de destrancar sua mala, e Walker determina que ela pegou a errada no aeroporto. Enquanto Walker toma banho, Sondra recebe uma ligação que Walker não consegue ouvir e desaparece misteriosamente do quarto de hotel.
Ainda com jet lag, Walker procura sua esposa no hotel com a ajuda de uma equipe educada, mas principalmente indiferente, e depois sai para procurar por ela. Um bêbado o ouve em um café e diz que viu Sondra sendo forçada a entrar em um carro em um beco próximo. Walker é cético, até encontrar o bracelete de identificação de sua esposa nos paralelepípedos. Ele entra em contato com a polícia de Paris e a Embaixada dos EUA, mas suas respostas são burocráticas, e há pouca esperança de que alguém se dê ao trabalho de procurá-la. Enquanto Walker continua a busca (com preocupação meramente simpática da equipe do hotel), ele tropeça em um local de assassinato, onde encontra a jovem Michelle, que confundiu a mala da esposa de Walker com a dela no aeroporto. Ele descobre que Michelle é uma traficante de drogas, mas não se importa ou sabe de quais traficantes - o amigo que a contratou, Dédé, trabalhou para algumas pessoas obscuras. Michelle, relutantemente, ajuda Walker em sua frenética tentativa de descobrir o que estava na mala trocada e como trocar o conteúdo pelo retorno de sua esposa sequestrada.
Após sua visita ao apartamento de Michelle, ao quarto de hotel de Walker e aos cabarés surrados, verifica-se que o conteúdo contrabandeado não são drogas, mas um krytron, um interruptor eletrônico usado como detonador de armas nucleares, roubado e contrabandeado dentro de uma réplica de lembrança da Estátua da Liberdade, por ordem de agentes árabes. A embaixada americana, trabalhando com agentes israelenses, quer se apossar do precioso dispositivo, e eles não têm problema em deixar Sondra morrer por isso. Para salvar sua esposa, Walker une forças com Michelle, que só está interessada em receber seu salário.
O filme termina com um confronto no Île aux Cygnes, no meio do Sena, ao lado da enorme réplica da Estátua da Liberdade, onde Sondra será trocada pelo krytron. No entanto, ocorre um tiroteio entre os agentes árabes que deveriam obter o dispositivo e os agentes israelenses que os rastrearam e os seguiram. Os árabes são mortos no tiroteio e Michelle também é atingida, morrendo logo depois de enfiar o krytron no bolso de Walker, com Sondra ao seu lado. Furioso, Walker mostra o krytron para os agentes israelenses e o joga no Sena. Ele carrega o corpo de Michelle e ele e Sondra deixam Paris.

## Elenco
- Harrison Ford como Dr. Richard Walker
- Emmanuelle Seigner como Michelle
- Betty Buckley como Sondra Walker
- Gérard Klein como Gaillard
- Jacques Ciron como gerente do hotel
- Dominique Pinon como The Wino
- Yves Rénier como inspetor francês
- Robert M. Ground como como o ex-policial
- John Mahoney como oficial da embaixada Williams
- Jimmie Ray Weeks como Chefe de Segurança da Embaixada Sharp
- Thomas M. Pollard como O Empurrador
- Marcel Bluwal como Interrogador Sênior
- Patrick Floersheim como interrogador de temperamento quente
- Yorgo Voyagis como o seqüestrador
- David Huddleston (cameo) como Dr. Peter
- Alexandra Stewart como Edie, sua esposa
- Artus de Penguern como garçom
- Roman Polanski como motorista de taxi

## Produção
As filmagens ocorreram em Paris, com exteriores filmados fora do Le Grand Hotel, na rue Scribe, no 9º arrondissement. O lobby do hotel também apareceu no filme. As filmagens também ocorreram na ilha de Île aux Cygnes, nas cenas do Sena para a Lady Liberty.
A voz do homem que interroga Michelle em seu apartamento é diretor Roman Polanski. Ele também aparece rapidamente como um motorista de taxi.
Os últimos quinze minutos da versão original do filme foram cortados e o diretor teve que rodar novas cenas para o final do longa.
Harrison Ford não achava que o título Frantic combinava com o filme, ele sugeriu que utlizassem Moderately Disturbed, mas o diretor não gostou da ideia e manteve o nome original.

## Lançamento
Frantic foi lançado no Reino Unido em 16 de fevereiro de 1988, com 26 de fevereiro nos EUA e 30 de março na França.

## Recepção

### Bilheteria
O filme foi uma decepção nas bilheterias, com um faturamento doméstico de US$17,637,950, não recuperando seu orçamento de produção. No entanto, o filme teve mais sucesso em outros países como a França, onde recebeu 1,293,721.

### Recepção crítica
Apesar de um fracasso comercial, Frantic foi um sucesso crítico. O agregador de críticas Rotten Tomatoes informou que 76% dos críticos deram críticas positivas com base em uma amostra de 42 críticas com uma classificação média de 6,4/10.